# 扎伊水庫
扎伊水庫是俄羅斯的水庫，由韃靼斯坦共和國負責管轄，位於扎伊河的河道上，毗鄰扎因斯克，長12公里、寬1.7公里，面積20.5平方公里，集水區面積2,910平方公里，平均水深3.1米，最大水深8.2米。
55°16′44″N 52°02′23″E / 55.27889°N 52.03972°E